# Депортація поляків
Депортація поляків — масове виселення поляків, які опинилися на території СРСР, у райони Казахської РСР і Сибіру в 1936—1941 роках. Було дві хвилі депортації — у квітні 1936 року та 1940—1941 роках. Першою хвилею було виселення поляків і німців із прикордонних районів СРСР, зокрема з території Української РСР. Друга хвиля охопила поляків, які жили у приєднаних внаслідок радянської окупації районах Західної Білорусі та Західної України.

## Передісторія

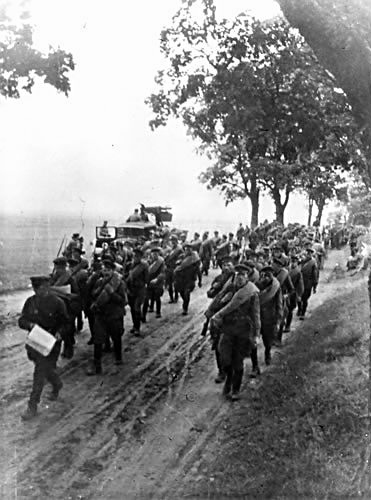
Стрілецькі частини РСЧА в Польщі. 1939 рік.

Сибір був традиційним місцем для висилки поляків. За царських часів туди часто засилали борців за незалежність Польщі. У 1920 році польська 5-та Сибірська стрілецька дивізія склала зброю під Красноярськом. Частина солдатів цієї дивізії залишилася жити тут же .
У 1920 році Польща приєднала Західну Білорусію та Західну Україну. Одним із наслідків цієї акції став утиск білорусів і українців. Був створений концентраційний табір у Березі-Картузькій, у якому містилися тисячі представників східних слов'ян.
У квітні 1936 року радянською владою «неблагонадійні елементи» із західних прикордонних районів СРСР були виселені в Казахську РСР.
1 вересня 1939 року Німеччина вторглася до Польщі. 17 вересня східні райони країни окупувала Червона армія.

## Депортація

### Депортація 1936 року
28 квітня 1936 року РНК СРСР прийняла постанову в якій, зокрема, говорилося:
|  | Совет Народных Комиссаров Союза ССР постановляет: Возложить [на] НКВД СССР переселение и организацию поселений в Карагандинской области Казахской АССР для польских и немецких хозяйств, переселяемых из УССР в количестве 15 000 хозяйств — 45 000 человек по типу существующих сельскохозяйственных трудпосёлков НКВД. Переселяемый контингент не ограничивается в гражданских правах и имеет право передвижения в пределах административного района расселения, но не имеет права выезда из мест поселений. |

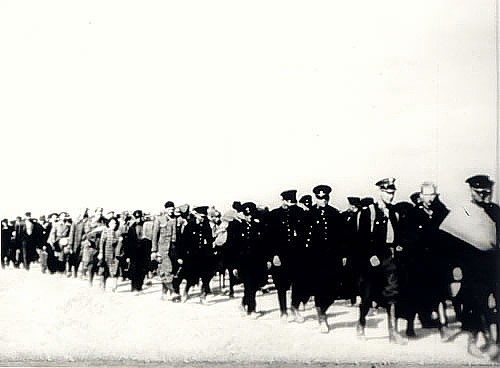
Полоняні польські жандарми.

Відповідно до цієї постанови, було переселено 35 820 поляків, 99,8 % з яких потрапили до північних районів Казахстану. Для розселення прибулих було створено 13 селищ поблизу ферм, які заселили поляки з Житомирської, Вінницької та Кіровоградської областей. Інші депортовані були дрібними групами розселені районами РРФСР. 75,7 % депортованих були поляками, 23,4 % — німцями, 0,8 % — українцями, 0,1 % — представники інших національностей.
Господарства спецпереселенців було перетворено на 28 колгоспів. Цим колгоспам у порядку довгострокової позички на 8 років (до 1945 року) було передано житлові будинки, школи, дитячі установи, лікарні. Через економічну слабкість господарства було неможливо вносити платежі і розвиватися одночасно. З цієї причини уряд Казахстану звертався до керівництва країни з проханням, по-перше, подовжити строк повного погашення позичок на 10 років; по-друге, оскільки переселенці не отримали компенсації за своє житло, знизити наполовину вартість будинків за державний рахунок.
Влада відзначала цілу низку недоліків в облаштуванні депортованих:
|  | …Медична допомога недостатня та якісно незадовільна. Мережа медустанов медпрацівниками не укомплектована... Мережа шкіл та політпросвіту установ повністю не забезпечена асигнуваннями на їх утримання і, крім того, не забезпечена потрібними кадрами. Не краще і в старих селищах Осакарівського, Тельманського районів, Карагандинська область, де через відсутність асигнувань влада постала перед необхідністю закриття інтернатів , хат-читальний, розпуску учнів та вчителів... Польські та німецькі школи не забезпечені підручниками рідною мовою… |

### Депортації 1940—1941 років

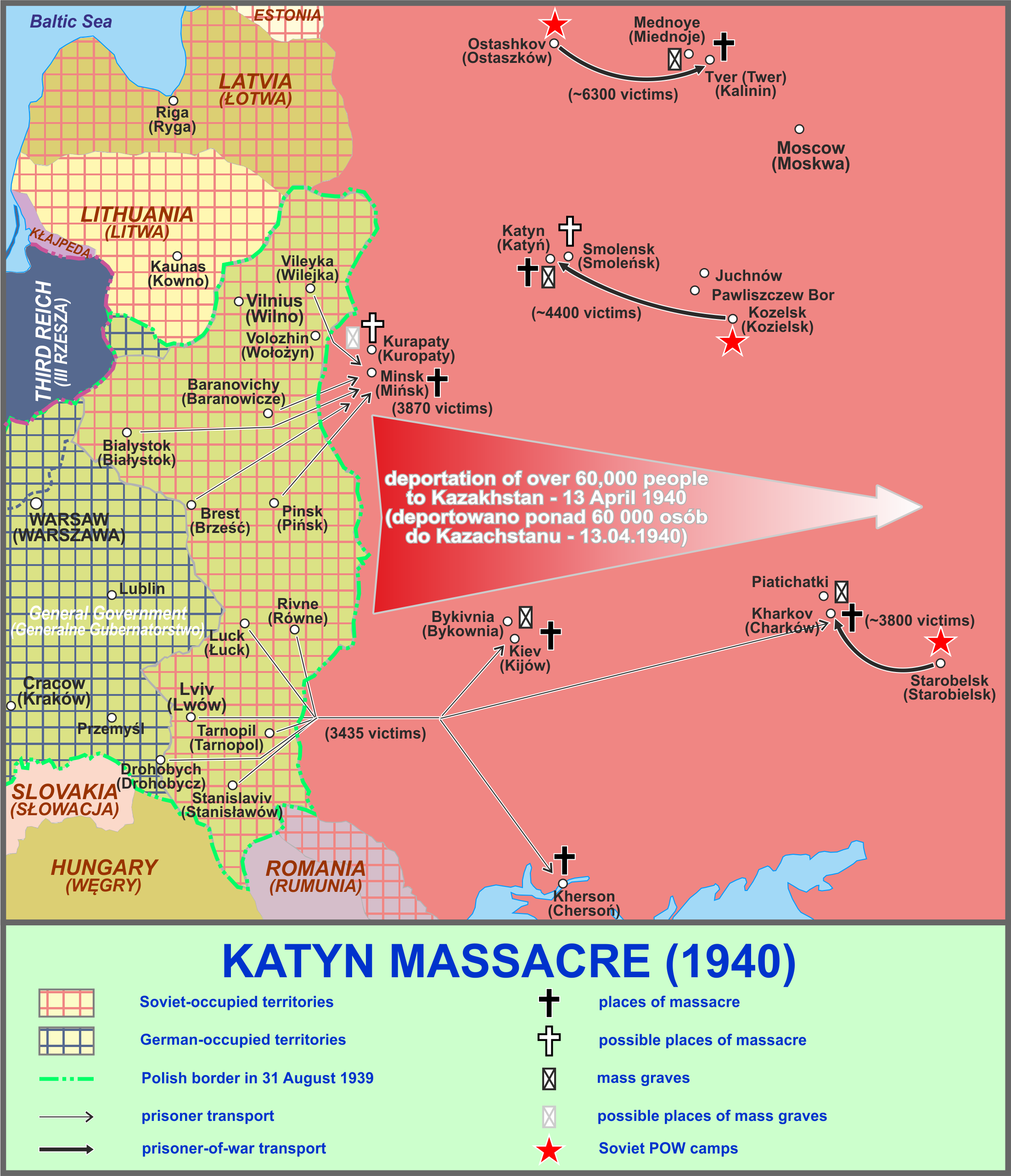
Депортація поляків у 1940 році

У 1939 році райони, зайняті Червоною армією, стали західними областями Білоруської (Вілейська, Барановицька, Білостоцька, Брестська, Пінська), Української (Волинська, Дрогобицька, Рівненська, Станіславська, Львівська, Тарнопільська) та Литовської РСР. Наступного року розпочалися депортації поляків.
 
Численна націоналістично налаштована польська діаспора, розселена поблизу кордонів країни, викликала побоювання радянського керівництва. Були депортовані до Сибіру осадники, якими заселялися східні райони Польщі для закріплення польської присутності.
Іншою категорією депортованих були біженці, які рятувалися від німецької окупації у Радянському Союзі. Багато біженців змогли взяти із собою гроші, цінності, одяг, предмети побуту, що полегшило їм проживання на новому місці. Серед депортованих виявилися також представники «соціально далеких» класів із числа білорусів, українців, євреїв. Депортували людей цілими сім'ями, тим самим підриваючи можливість опору соціальним змінам на окупованих територіях.
Депортація проводилася у кілька етапів: 10 лютого, 13 квітня та 29 червня 1940 року, у травні—червні 1941 року. Кожен етап здійснювався за день. Депортованим дозволялося взяти до тонни майна на сім'ю, інше здавалося місцевій владі. На місцях поселення виселеним мала видаватися компенсація. У Красноярському краї на 1940—1941 рік знаходилося 15 538 осадників, що жили в 48 спецселищах, і 1459 біженців, розміщених у 9 спецселищах.
Місцева влада була зобов'язана надати житло та роботу, проте на місцях це розпорядження центру не завжди виконувалося. Так, Красноярський крайвиконком повідомляв про незадовільне розміщення та господарський устрій переселенців-осадників по підприємствах краю, сім'ї розміщувалися в загальних бараках в умовах великої скупченості, депортовані погано забезпечувалися навіть продуктами харчування першої необхідності, отримували недостатню медичну допомогу, що вело до епідемічних захворювань.
Постановою РНК СРСР від 10 квітня 1940 року № 497—178сс із Західної України та Білорусі до Актюбинської, Акмолінської, Кустанайської області, Павлодарської, Північно-Казахстанської та Семипалатинської області було виселено 60 667 особи (за іншими даними 61 092 особи). З цього числа 36 729 осіб розміщувалися у колгоспах, 17 923 — у радгоспах, 8000 — у робочих селищах різних промислових підприємств. 2036 поляків були розміщені в чотирьох спецселах Сталінського, Шортандинського та Степняківського районів Акмолінської області і використовувалися на підприємствах золотодобувної промисловості.

### Після амністії
30 серпня 1941 року було підписано договір Сікорського — Сталіна, яким депортовані поляки були амністовані з видачею відповідних довідок. Проте насправді їхнє становище не змінилося. На території СРСР було створено польські урядові представництва (делегатури). Делегатури, спільно з мережею довірених осіб посольства, мали представляти інтереси польського населення. Вони організовували та розподіляли благодійну допомогу Червоного Хреста, матеріальну та фінансову допомогу польського уряду, направляли добровольців до польської армії.
У Сибіру були створені делегатури в Красноярську, Абакані, Мінусинську, Чорногорську, Усть-Абакані, Краснотуранську, Козачинському. Також у Красноярську та інших великих містах краю було створено мережу складів, що розподіляли гуманітарну допомогу від польського посольства.
Польському посольству у першій половині 1942 року вдалося відкрити установи опіки та піклування у Красноярському краї. Польські дитячі будинки були створені в Казачинському (Порозький дитячий будинок), Мінусинському (Маломінусинський дитячий будинок) та Боградському районах (Большеєрбинський дитячий будинок). У 1943 році в Большеєрбинському дитячому будинку було 150 дітей, Маломінусинському — 171 дитина і в Порозькому — 250 дітей. За словами Болеслава Влодарчика, одного з вихованців Порізського дитячого будинку, основний контингент вихованців складали діти тяжко хворих батьків, які не могли їх утримувати, діти інвалідів, діти військовослужбовців польської армії, діти зайняті на сезонних роботах у ліспромгоспах, колгоспах, річковому флоті. Весною 1946 року польські дитячі будинки виїхали на батьківщину.
Польська делегатура сприяла створенню будинків інвалідів в Абані та Агулі, шкіл у Чорногорську, Бограді, Краснотуранську, Усть-Абакані, дитячих садків у Чорногорську та Усть-Абакані. Там, де поляки працювали на лісозаготівлях, були відкриті їдальні: в Інокентіївці, Козульці, Партизанському, Манському районах. У Мінусинську було відкрито аптеку. У січні 1942 — березні 1943 років польське посольство через місцеву торговельну мережу постачало своїх одноплемінників продуктами, хлібними та жировими картками, одягом, взуттям.
Згідно зі статистикою НКВС, у Красноярському краї на початку 1943 року проживав 8471 дорослий поляк. У червні того ж року в регіоні налічувалося вже близько 14 тисяч польських громадян, у тому числі 4987 — молодше 16 років.

### Криза радянсько-польських відносин
Після початку охолодження взаємин радянського керівництва з польським емігрантським урядом 26 січня 1943 року за розпорядженням Ради народних комісарів СРСР почалося закриття делегатур. Вирішення проблем польського населення відтепер покладалося на місцеві радянські органи. Розпочалася робота щодо приймання майна польського представництва та благодійних установ. Були взяті на облік усі кошти. З цієї причини постачання польських громадян погіршилося, їм перестали видавати продуктові пайки.
25 квітня 1943 року дипломатичні відносини з урядом Польщі у вигнанні були офіційно розірвані. Почалося формування Спілки польських патріотів (СПП), яка проводила політику Радянської влади. У Красноярському краї було створено крайове правління СПП, що згодом взяло на себе деякі функції делегатури. Для постачання польського населення у травні 1943 року при наркоматі торгівлі СРСР було створено Упрособторг (управління особливої торгівлі).

### Відносини з місцевим населенням
Прості казахи ставилися до депортованих зі співчуттям. Наприклад, заступник завідувача сільгоспвідділу ЦК ВКП(б) Іцков повідомляв секретареві ЦК Андрєєву, що в одному з колгоспів Кустанайської області «посильним влаштували таку привітну зустріч, що віддали їм денний надій молока з ферми, тож навіть діти колгоспників у дитмайданчику залишилися без молока».

### Підсумки депортацій
За даними генерального прокурора СРСР А. Я. Вишинського, за період з листопада 1939 по червень 1941 були депортовані 389 382 особи. 52 % (202,5 тисяч) з цього числа становили жінки, а 12 % (46,7 тисяч) — діти. На шляху руху і на місцях протягом першого року померло приблизно 10 % від загальної кількості депортованих (близько 39 тисяч осіб). За даними польських дослідників, які спираються на непрямі дані, за сумою всіх етапів було депортовано приблизно один мільйон  (за іншими даними близько 1 200 000) осіб.

## Реабілітація
14 листопада 1989 року було прийнято Декларацію Верховної Ради СРСР «Про визнання незаконними та злочинними репресивних актів проти народів, які зазнали насильницького переселення, та забезпечення їх прав», згідно з якою були реабілітовані всі репресовані народи, визнані незаконними та злочинними репресивні акти проти них у вигляді політики наклепу, геноциду, насильницького переселення, скасування національно-державних утворень, встановлення режиму терору та насильства в місцях спецпоселень.
26 квітня 1991 року було прийнято Закон РРФСР про реабілітацію репресованих народів, який визнав депортацію народів «політикою наклепу та геноциду». Крім того, закон визнавав право репресованих народів на відновлення територіальної цілісності, яка існувала до антиконституційної політики насильницького перекроювання кордонів, на відновлення національно-державних утворень, що склалися до їх скасування, а також на відшкодування збитків, заподіяних державою.
14 квітня 1993 року було ухвалено закон Республіки Казахстан «Про реабілітацію жертв масових політичних репресій». У 1997 році, виступаючи на сесії Асамблеї народу Казахстану, президент Н. А. Назарбаєв сказав:
|  | Немає жодної нації, жодного народу, яким тоталітаризм не завдав би нищівної і, на жаль, у чомусь непоправної шкоди. |

Одним із наслідків депортації стало виникнення польської діаспори в Казахстані.

## Історична пам'ять
Після початку Вторгнення Росії в Україну, 11 листопада 2022 року меморіал жертвам сталінських репресій зіпсовали невідомимі людьми.
26 березня меморіал жертвам сталінських репресій було відновлено завдяки Меморіалу.

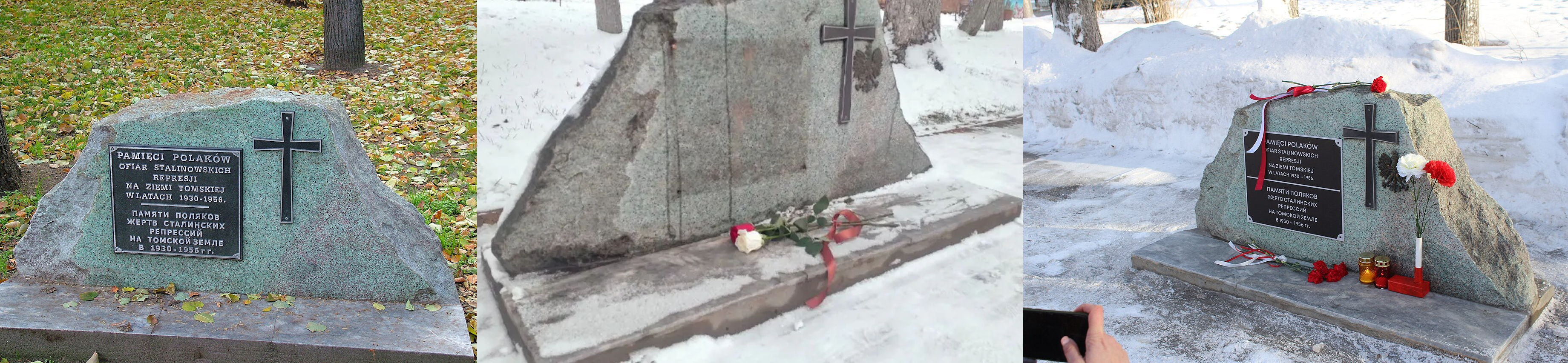
Меморіал пам'яті поляків — жертв сталінських репресій 2 жовтня 2004 року, 11 листопада 2022 року і 26 березня 2024 року